# Luís Peixoto (músico folclórico)
Luís Peixoto (nascido em 11 de abril de 1980) é um músico folclórico português.

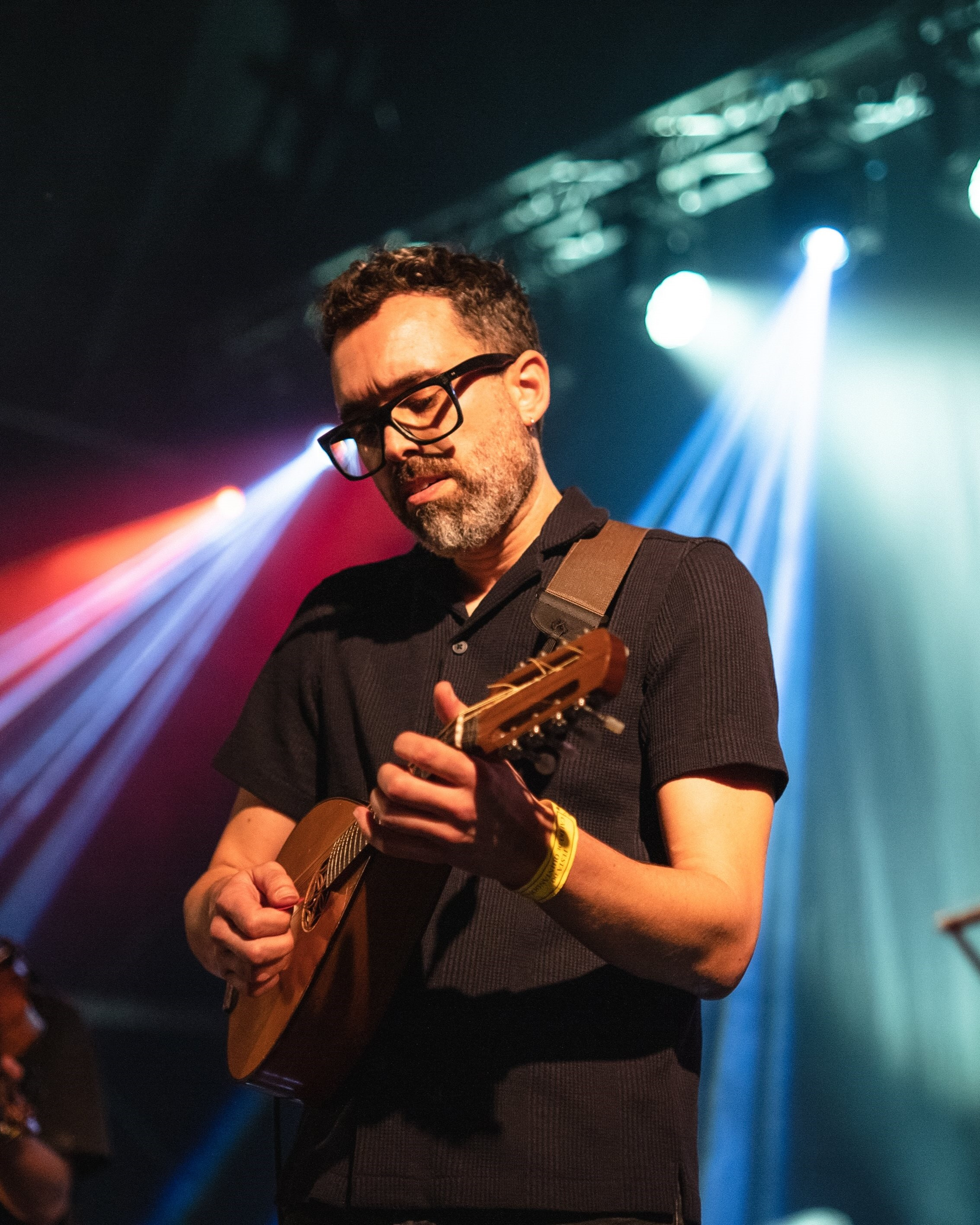
Luís Peixoto tocando ao vivo apresentando seu álbum Geodesia no Festival Quintandona em Portugal (2023).

## Infância e educação
Peixoto nasceu em Coimbra, Portugal, e cresceu no Algarve. Estudou engenharia civil na Universidade de Coimbra.

## Carreira musical
Peixoto fez parte da Dazkarieh durante seis anos, bem como do Projeto Estocolmo Lisboa. Seu primeiro álbum solo, Assimétrico (2017), incorporou influências eletrônicas. O seu segundo álbum, Geodesia (2021), foi uma colaboração com Ciscu Cardona e Rubén Bada, bem como com vários convidados de outras regiões ibéricas e não ibéricas. Nele, voltou às raízes acústicas, tocando principalmente bandolim.
Frequentou aulas de Flauta de Bisel e Guitarra Clássica na Academia de Música de Lagos, de Bandolim no Conservatório de Coimbra e aprendeu Cavaquinho, Bandolim e Guitarra de Coimbra na Escola de Instrumentos Tradicionais da Secção de Fado da Associação Académica de Coimbra, sob orientação dos Professores Jorge Gomes, Ricardo Dias e Amadeu Magalhães. Frequentou a licenciatura em Engenharia Civil na Faculdade de Ciências da Universidade de Coimbra mas optou por se dedicar exclusivamente à música.
Integrou diversos projectos musicais, sobretudo na música designada “de raiz tradicional”, das quais se destacam Dazkarieh, Stockholm Lisboa Project, Trim ou projectos pessoais como Sebastião Antunes, Anxo Lorenzo Band e Julio Pereira.
Conta com vários primeiros lugares discográficos internacionais, como “Melhor composição original” -“Jumping bits” em 2011, “Melhor Álbum Folk do Ano” com “Assembly Point” em 2011 e com “Trim”em 2014 pelos XI e XIV Prémios Opinión.
Cumpre ainda destacar o 1ºPrémio Folkherbst Festival Malzhaus com “Anxo Lorenzo Trio” e o 1º Prémio de residência artística em 2010 no encontro internacional em Budapeste “Euromed Festival”, onde formou um projecto com outros 4 músicos de nacionalidades europeias (e de países do mediterrâneo).
Colaborou em várias edições discográficas a convite de grupos não só de Portugal, como também da Galiza, País Basco e Catalunha.
Em palco, já acompanhou artistas como Sérgio Godinho, Vitorino, Ana Bacalhau, Janita Salomé, Júlio Pereira, Virgul, Celina Piedade, Kepa Junkera, Uxia Senlle, Rosa Cedron, Brian Finnegan, Sarah Allen, Ed Boyd, John Joe Kelly, entre muitos outros.